# Güzelce Ali Pascià
Güzelce Ali Pascià ("il bello", conosciuto anche come Çelebi Ali Pascià "l'elegante" o İstanköylü Ali Pascià "di Coo"; Istanköy, ... – Costantinopoli, 9 marzo 1621) è stato un politico e militare ottomano.
Era il figlio di İstanköylü Ahmed Pascià, un governatore ottomano di Tunisi.
Fu bey di Damietta, beilerbei dello Yemen (1602), di Tunisi, di Morea e di Cipro.
Nel 1616 sposò Fatma Sultan, figlia del sultano Mehmed III dalla consorte Handan Hatun. 
Nel novembre 1617 fu nominato kapudan-i derya (Capitan Pascià grande ammiraglio della marina ottomana), ma nell'agosto 1618 una tempesta gli fece perdere 11 delle navi della flotta di cui era a capo, e fu licenziato; tuttavia alla caduta di Mustafà I (1618) riprese la sua posizione; il 23 dicembre 1619, dopo una serie di movimenti politici con Osman II, fu nominato Gran Visir al posto di Öküz Kara Mehmed Pascià e si fece notare per la continua confisca di proprietà sia di musulmani che di cristiani ed ebrei.
Güzelce Ali Pascià morì per un'infiammazione della cistifellea il 9 marzo 1621 e fu sepolto a Beşiktaş a Istanbul; anche se ci furono voci che il sultano Osman II in persona si fosse insinuato nella tenda di Ali e lo avesse strangolato con le sue stesse mani a causa di una sconsiderata campagna militare nelle terre di confine della Polonia.